# Plaque Insulaire
La plaque insulaire est une ancienne plaque tectonique de la lithosphère de la planète Terre. Elle tire son nom d'un arc insulaire volcanique qui se trouvait dessus : les îles Insulaires.
La plaque insulaire se trouvait dans l'océan Panthalassa, le futur océan Pacifique, à l'ouest de l'Amérique du Nord. L'océan Bridge River séparait les îles Insulaires des îles Intermontane, puis de l'Amérique du Nord lorsque ces dernières sont entrées en collision avec le continent nord-américain. Avant qu'elle ne commence sa subduction sous le continent nord-américain, la plaque insulaire disparaissait par subduction sous la plaque Intermontane qui la séparait de la plaque nord-américaine. Elle était bordée à l'ouest par une dorsale océanique la séparant de la plaque Farallon.
Une fois que la plaque Intermontane ait terminé sa propre subduction sous le continent nord-américain et que les îles Intermontane qu'elle portait se soient soudées à ce continent lors de l'épisode Omineca, la plaque insulaire commença à disparaître par subduction sous la plaque nord-américaine il y a 180 millions d'années, au début du Crétacé. Cette subduction donna naissance à une chaîne de montagnes volcanique dans les futures montagnes Rocheuses : l'arc Omineca. Cette chaîne volcanique était constitué de l'ancien arc volcanique des îles Intermontane maintenant soudées à l'Amérique du Nord.
Il y a 115 millions d'années, au milieu du Crétacé, les îles Insulaires ont commencé à entrer en collision avec le continent nord-américain au cours de l'épisode de la Chaîne Côtière qui succéda à l'épisode Omineca. Une nouvelle chaîne de montagnes volcaniques s'est alors formée : la Chaîne Côtière.
Comme les îles Insulaires se situaient à proximité de la fosse de subduction de la plaque Farallon, celle-ci est devenue la nouvelle fosse de subduction à l'ouest du continent nord-américain et la subduction de la plaque insulaire s'est achevée il y a 100 millions d'années. Les îles de Vancouver et Haida Gwaii font partie de ces anciennes îles volcaniques.

### Sources
- (en) Burke Museum - La construction du Pacifique Nord-Ouest
- (en) Burke Museum - L'épisode Omineca
- (en) Burke Museum - L'épisode de la Chaîne Côtière